# Rodrigues Alves
Rodrigues Alves – miasto i gmina w Brazylii, leży w stanie Acre. Gmina zajmuje powierzchnię 3076,95 km². Według danych szacunkowych w 2016 roku miasto liczyło 17 464 mieszkańców. Położone jest około 600 km na północny zachód od stolicy stanu, Rio Branco, oraz około 3400 km na zachód od Brasílii, stolicy kraju. Usytuowane jest nad rzeką Juruá.
W czerwcu 1884 roku Ismael Galdino da Paixão e Domingos Pereira de Souza, eksplorując tereny nad rzeką Juruá, natknął się na rozległe plantacje bananów i dużą liczbę Indian. Założył w tym miejscu osadę, która stała się częścią gminy Cruzeiro do Sul. 28 kwietnia 1992 roku miejscowość została podniesiona do rangi gminy. Nowa gmina została utworzona poprzez wyłączenie z terenów gminy Cruzeiro do Sul.
W 2014 roku wśród mieszkańców gminy PKB per capita wynosił 10 105,07 reali brazylijskich.